# Droga wojewódzka nr 912
Droga wojewódzka nr 912 (DW 912) – droga wojewódzka stanowiąca łącznik między drogą krajową nr 78 w Świerklańcu (Ostrożnicy) a drogą wojewódzką nr 908 w Miasteczku Śląskim (Żyglinku).

## Miejscowości leżące przy trasie DW912
- Świerklaniec (DK 78)
- Żyglin
- Żyglinek
- Miasteczko Śląskie (DW 908)